# Palacio de la Paz (Bagdad)
El Palacio de la Paz o el Palacio de As-Salam (en árabe: قصر السلام) fue anteriormente una casa del expresidente iraquí Saddam Hussein localizada en la ciudad de Bagdad, es ahora la sede de la Guardia Nacional de Irak.
El Palacio de la Paz pasó a manos de las fuerzas de la coalición de Estados Unidos durante la invasión de Irak en 2003. El palacio fue dañado de manera significativa durante la campaña militar, cuando sufrió varios ataques aéreos.
El palacio cuenta con 200 habitaciones con aproximadamente 1.000.000 de pies cuadrados (93.000 m²) de espacio. Hay seis pisos, tres de los cuales son utilizables (otros sirven como falsos suelos), y dos salones de baile de gran tamaño. El palacio está revestida internamente con suelos de mármol, con cientos de miles de piezas cortadas a mano, paredes y techos de granito, que también tienen cientos de miles de tallados a mano e incrustaciones de flores pintadas a mano.